# Mistrzostwa Świata w Wioślarstwie 2013 – czwórka bez sternika wagi lekkiej mężczyzn
Czwórka bez sternika wagi lekkiej mężczyzn (LM4-) – konkurencja rozgrywana podczas 43. Mistrzostw Świata w Wioślarstwie w koreańskim Chungju, w dniach 26 sierpnia - 1 września 2013 r. W zmaganiach udział wzięło 18 osad. Zwycięzcami zostali reprezentanci Danii.

## Składy osad
| Państwo           | Zawodnicy                                                                                 |
| ----------------- | ----------------------------------------------------------------------------------------- |
| Australia         | Blair Tunevitsch, Nicholas Silcox, Alister Foot, Darryn Purcell                           |
| Austria           | Dominik Sigl, Florian Berg, Alexander Chernikov, Joschka Hellmeier                        |
| Brazylia          | Celió Dias Amorim, Marcos Alves de Oliveira, Thiago Almeida                               |
| Czechy            | Ondřej Vetešník, Jiří Kopáč, Jan Vetešník, Miroslav Vraštil                               |
| Dania             | Kasper Winther Jørgensen, Jacob Larsen, Jacob Barsøe, Morten Jørgensen                    |
| Francja           | Augustin Mouterde, Guillaume Raineau, Thomas Baroukh, Franck Solforosi                    |
| Hiszpania         | Jesús Álvarez González, Marc Franquet Montfort, Sergio Perez Moreno, Patricio Rojas Aznar |
| Holandia          | Joris Pijs, Bjorn van den Ende, Arnoud Greidanus, Timothee Heijbrock                      |
| Japonia           | Yu Kataoka, Yoshinori Sato, Takahiro Suda, Hiroshi Nakano                                 |
| Kuba              | Liosmel Ramos Jaen, Manuel Suarez Barrios, Liosbel Hernandez, Wilber Turro Mato           |
| Niemcy            | Jost Schömann-Finck, Lars Wichert, Yannic Corinth, Matthias Arnold                        |
| Nowa Zelandia     | James Hunter, James Lassche, Peter Taylor, Curtis Rapley                                  |
| Polska            | Przemysław Borchardt, Tomasz Zagorski, Łukasz Pawłowski, Paweł Cieszkowski                |
| Południowa Afryka | James Thompson, John Smith, Michael Voerman, Lawrence Ndlovu                              |
| Stany Zjednoczone | Will Daly, Anthony Fahden, Robert Duff, Robin Prendes                                     |
| Uzbekistan        | Szehroz Khakimow, Botir Murodow, Oybek Normatow, Zafar Usmonow                            |
| Wielka Brytania   | William Fletcher, Jonathan Clegg, Adam Freeman-Pask, Chris Bartley                        |
| Włochy            | Paolo Ghidini, Matteo Mulas, Andrea Cereda, Francesco Rigon                               |

## Wyniki

### Legenda
| Q – awans do półfinału/finału A R – awans do repasaży | FB – awans do finału B FC – awans do finału C |

### Eliminacje
Eliminacje rozegrane zostały 26 sierpnia. Pierwszy wyścig rozpoczął się o godzinie 11:38, a drugi - o 11:52. Z każdego spośród wyścigów eliminacyjnych, do półfinałów awansowały bezpośrednio po dwa zespoły. Pozostałe zostały zakwalifikowane do repasaży. Najlepszy wynik w tej fazie konkursu uzyskali reprezentanci Danii.
Wyścig 1
| Poz. | Osada             | Rezultat | Uwagi |
| ---- | ----------------- | -------- | ----- |
| 1    | Dania             | 5:54,66  | Q     |
| 2    | Wielka Brytania   | 5:56,52  | Q     |
| 3    | Stany Zjednoczone | 5:59,61  | R     |
| 4    | Francja           | 5:59,89  | R     |
| 5    | Austria           | 6:04,55  | R     |
| 6    | Japonia           | 6:15,49  | R     |

Wyścig 2
| Poz. | Osada             | Rezultat | Uwagi |
| ---- | ----------------- | -------- | ----- |
| 1    | Włochy            | 5:59,17  | Q     |
| 3    | Holandia          | 6:00,08  | Q     |
| 2    | Hiszpania         | 6:00,90  | R     |
| 4    | Czechy            | 6:06,81  | R     |
| 5    | Południowa Afryka | 6:09,50  | R     |
| 6    | Brazylia          | 6:17,29  | R     |

Wyścig 3
| Poz. | Osada         | Rezultat | Uwagi |
| ---- | ------------- | -------- | ----- |
| 1    | Nowa Zelandia | 5:58,49  | Q     |
| 3    | Polska        | 6:00,75  | Q     |
| 2    | Australia     | 6:02,70  | R     |
| 4    | Niemcy        | 6:05,48  | R     |
| 5    | Kuba          | 6:05,93  | R     |
| 6    | Uzbekistan    | 6:23,63  | R     |

### Repasaże
Repasaże odbyły się 28 sierpnia. Pierwszy z dwóch wyścigów rozpoczął się o godzinie 11:24, drugi o 11:31. Z każdego wyścigu do półfinałów awansowały po trzy najszybsze osady. Pozostałe zostały zakwalifikowane do finału C. Najlepszy wynik w tej fazie konkursu uzyskali Francuzi.
Wyścig 1
| Poz. | Osada             | Rezultat | Uwagi |
| ---- | ----------------- | -------- | ----- |
| 1    | Południowa Afryka | 5:58,43  | Q     |
| 2    | Stany Zjednoczone | 5:58,50  | Q     |
| 3    | Hiszpania         | 5:59,34  | Q     |
| 4    | Niemcy            | 6:01,23  | FC    |
| 5    | Japonia           | 6:07,79  | FC    |
| 6    | Uzbekistan        | 6:22,79  | FC    |

Wyścig 2
| Poz. | Osada     | Rezultat | Uwagi |
| ---- | --------- | -------- | ----- |
| 1    | Francja   | 5:55,61  | Q     |
| 2    | Australia | 5:57,64  | Q     |
| 3    | Czechy    | 5:58,04  | Q     |
| 4    | Kuba      | 5:58,99  | FC    |
| 5    | Austria   | 6:00,61  | FC    |
| 6    | Brazylia  | 6:14,29  | FC    |

### Półfinały
Półfinały zostały rozegrane 30 sierpnia. Pierwszy z nich rozpoczął się o godzinie 14:05, drugi - o 14:13. Z każdego wyścigu do finału awansowały po trzy najszybsze osady. Pozostałe zostały zakwalifikowane do finału B. Najlepszy wynik w tej fazie konkursu uzyskała osada duńska.
Wyścig 1
| Poz. | Osada             | Rezultat | Uwagi |
| ---- | ----------------- | -------- | ----- |
| 1    | Dania             | 6:06,91  | Q     |
| 2    | Francja           | 6:09,13  | Q     |
| 3    | Stany Zjednoczone | 6:10,19  | Q     |
| 4    | Włochy            | 6:13,11  | FB    |
| 5    | Polska            | 6:18,08  | FB    |
| 6    | Czechy            | 6:26,40  | FB    |

Wyścig 2
| Poz. | Osada             | Rezultat | Uwagi |
| ---- | ----------------- | -------- | ----- |
| 1    | Wielka Brytania   | 6:08,18  | Q     |
| 2    | Nowa Zelandia     | 6:08,81  | Q     |
| 3    | Południowa Afryka | 6:09,74  | Q     |
| 4    | Holandia          | 6:09,96  | FB    |
| 5    | Hiszpania         | 6:14,84  | FB    |
| 6    | Australia         | 6:15,85  | FB    |

### Finały
Finał C odbył się 30 sierpnia o godzinie 11:48. Finały B i A miały natomiast miejsce 1 września w godzinach 13:46 i 15:33.
Finał C
| Poz. | Osada      | Rezultat | Uwagi |
| ---- | ---------- | -------- | ----- |
| 1    | Austria    | 6:22,00  |       |
| 2    | Niemcy     | 6:22,93  |       |
| 3    | Kuba       | 6:23,20  |       |
| 4    | Japonia    | 6:28,82  |       |
| 5    | Brazylia   | 6:35,43  |       |
| 6    | Uzbekistan | 6:43,13  |       |

Finał B
| Poz. | Osada     | Rezultat | Uwagi |
| ---- | --------- | -------- | ----- |
| 1    | Włochy    | 5:56,01  |       |
| 2    | Polska    | 5:57,86  |       |
| 3    | Hiszpania | 5:58,07  |       |
| 4    | Australia | 5:58,74  |       |
| 5    | Czechy    | 6:00,49  |       |
| 6    | Holandia  | 6:01,33  |       |

Finał A
| Poz. | Osada             | Rezultat | Uwagi |
| ---- | ----------------- | -------- | ----- |
| 1    | Dania             | 5:55,68  |       |
| 2    | Nowa Zelandia     | 5:57,28  |       |
| 3    | Wielka Brytania   | 5:59,98  |       |
| 4    | Francja           | 6:01,25  |       |
| 5    | Stany Zjednoczone | 6:05,89  |       |
| 6    | Południowa Afryka | 6:11,99  |       |